# Burn (canção de Papa Roach)
"Burn" é o segundo single do álbum Time for Annihilation, lançado pela banda de rock alternativo Papa Roach em 26 de Novembro de 2010.
A canção obteve sucesso na parada Rock Songs da revista Billboard, na qual chegou a posição #8. O videoclipe da canção foi lançado em 28 de Outubro de 2010

## Faixas
| N.º | Título | Duração |  |
| 1.  | "Burn" | 3:26    |  |

## Desempenho nas paradas musicais
| Parada musical (2011)                        | Melhor posição |
| -------------------------------------------- | -------------- |
| Estados Unidos (Billboard Alternative Songs) | 17             |
| Estados Unidos (Billboard Rock Songs)        | 8              |